# Langona tartarica
Langona tartarica är en spindelart som först beskrevs av Dmitry Evstratievich Kharitonov 1946.  Langona tartarica ingår i släktet Langona och familjen hoppspindlar. Inga underarter finns listade i Catalogue of Life.